# Nickerson (Kansas)
Pour les articles homonymes, voir Nickerson.
Nickerson est une ville américaine située dans le comté de Reno, au Kansas. Selon le recensement de 2020, sa population est de 1 058 habitants.